# Cadeia da Relação
La Cadeia da Relação (littéralement, Cour d'Appel) est un bâtiment historique situé dans la ville de Porto, au Portugal.

## Histoire
Créée le 27 juillet 1582, la Cour d'appel de Porto, faute de ses propres installations, a commencé à fonctionner dans l'ancien hôtel de ville, situé sur la Rua de São Sebastião, dans le bâtiment qui, pour cette raison, est également devenu être connu par Paço da Rolaçon. Quelques années plus tard, la Cour s'installe au palais des comtes de Miranda (où elle est restée jusqu'en 1608) dans l'ancien Largo do Corpo da Guarda, qui se trouvait en haut de la rue qui porte toujours ce nom. Les juges étaient obligés de porter une longue barbe et de ne pas faire de visites.
La Relação est restée active, sans son propre siège, pendant plus de vingt ans. En effet, ce n'est qu'en 1603 que Philippe II ordonna la construction d'une maison pour abriter la Relaçao et la Prison. 
Un nouveau siège de la Relação e da Cadeia a commencé à être construit sur les décombres du précédent, en 1765, à l'initiative du maire des juges et gouverneur des armes de Porto, João de Almada e Melo, selon un plan préparé à cet effet par l'ingénieur et architecte Eugénio dos Santos, qui fut l'un des acteurs de la reconstruction de la Baixa pombalina à Lisbonne.
Il fut cependant suivi par l'officier du génie Francisco Pinheiro da Cunha, à la mort d'Eugénio dos Santos. Les travaux ont coûté 200 contos de réis, ont duré trente ans, car ils n'ont été achevés qu'en 1796. Il abritait le siège de la cour d'appel et a servi de prison jusqu'à nos jours.
En 1961, débute la construction de la nouvelle prison de Porto. Cependant, la structure initiale a été abandonnée et le bâtiment qui devait être modélisé n'a jamais été construit. Il a été rapidement occupé par des prisonniers de Cadeia da Relação.
Ainsi, la nouvelle prison de Porto, à Custóias, a commencé à recevoir irrégulièrement des détenus préventifs - qui devaient attendre leur procès près du palais de justice, comme c'était le cas dans la ville de Porto - a été agrandie pour augmenter sa capacité, remplaçant complètement la Cadeia da Relação.
En 1974, il y a eu une occupation révolutionnaire du bâtiment Cadeia da Relação. Plusieurs familles et groupes non familiaux y ont cherché refuge et pendant longtemps le bâtiment a subi une usure inattendue, se détériorant rapidement.

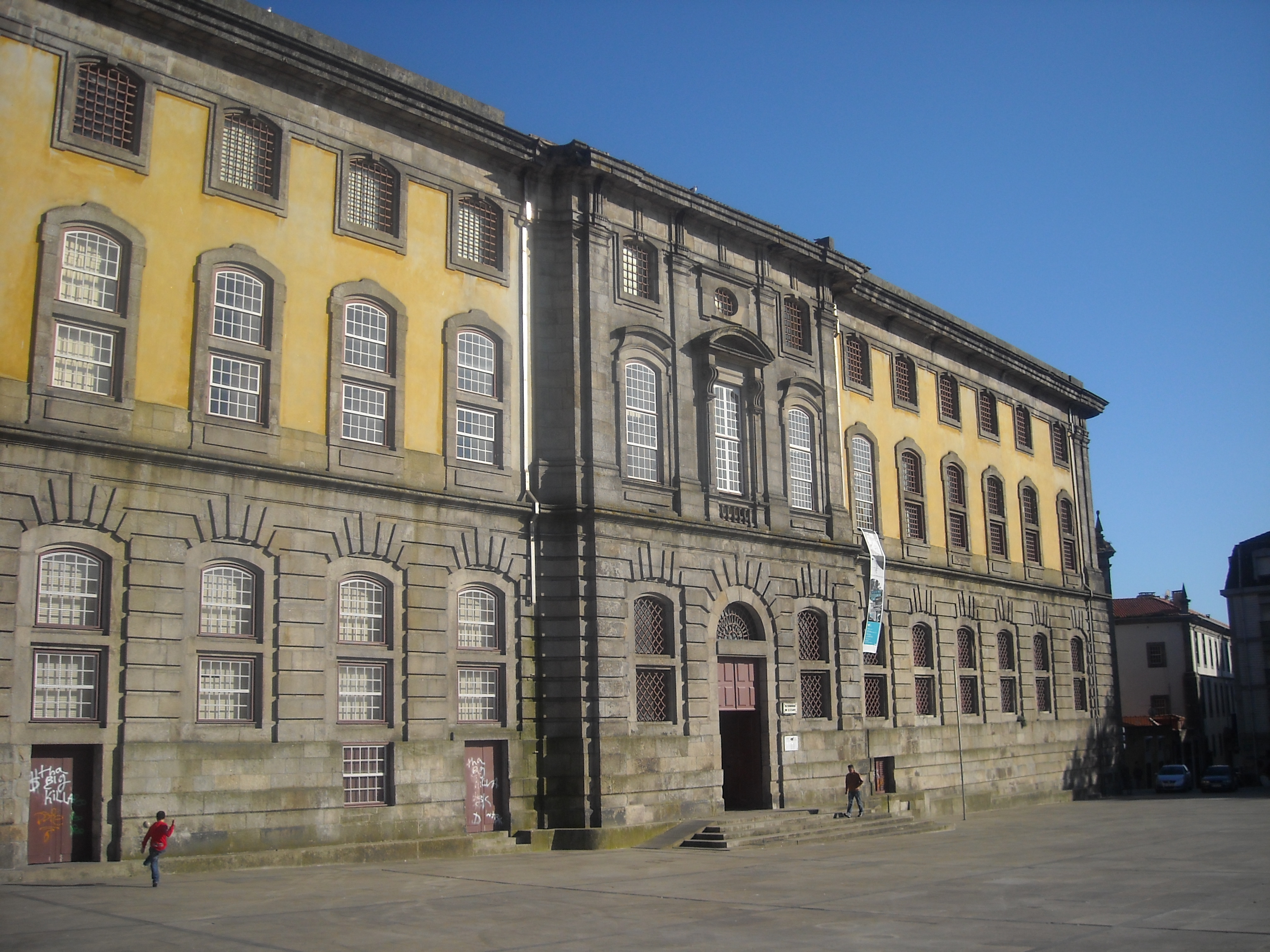
Façade principale.
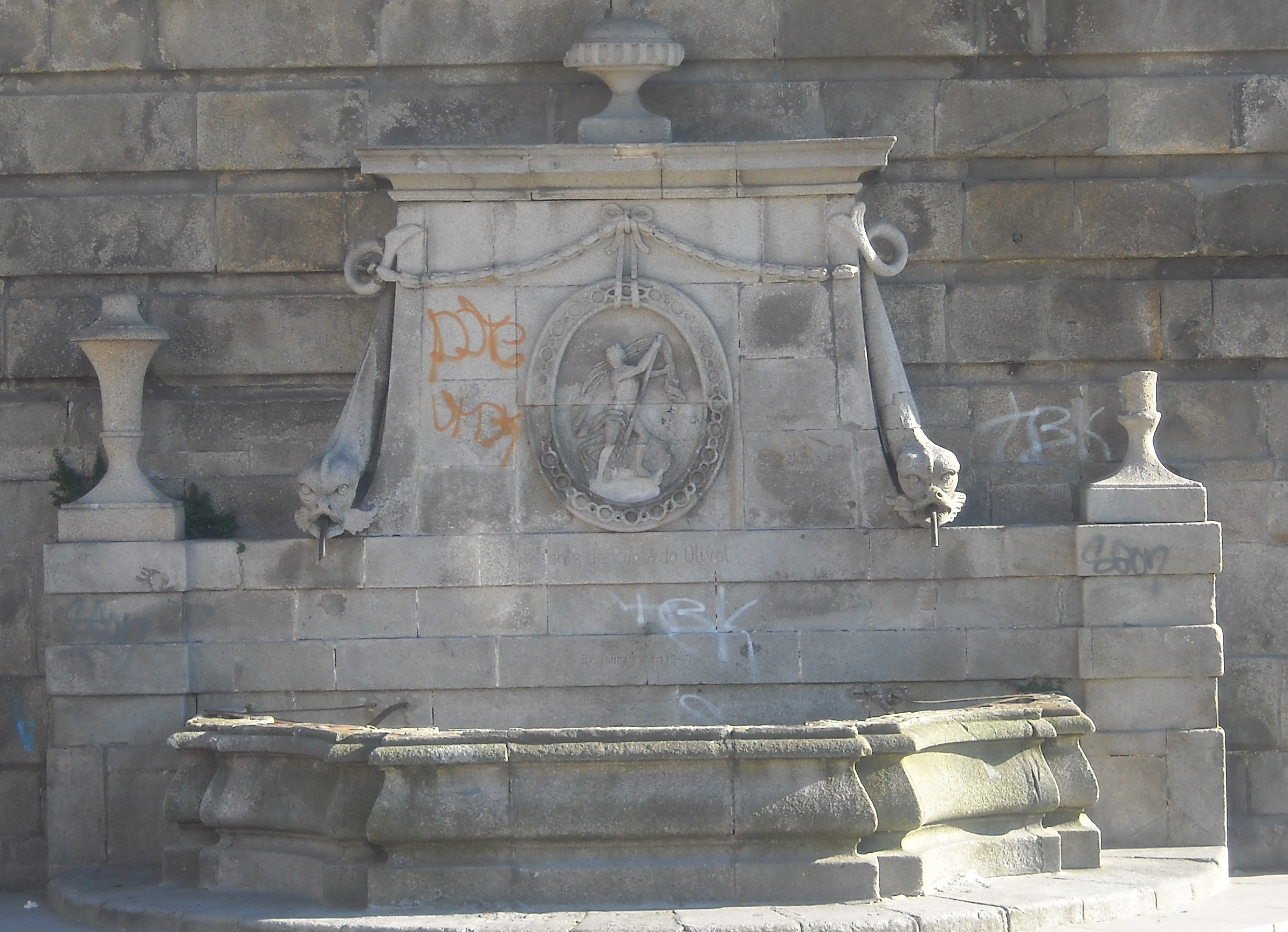
La Fontaine de Neptune.
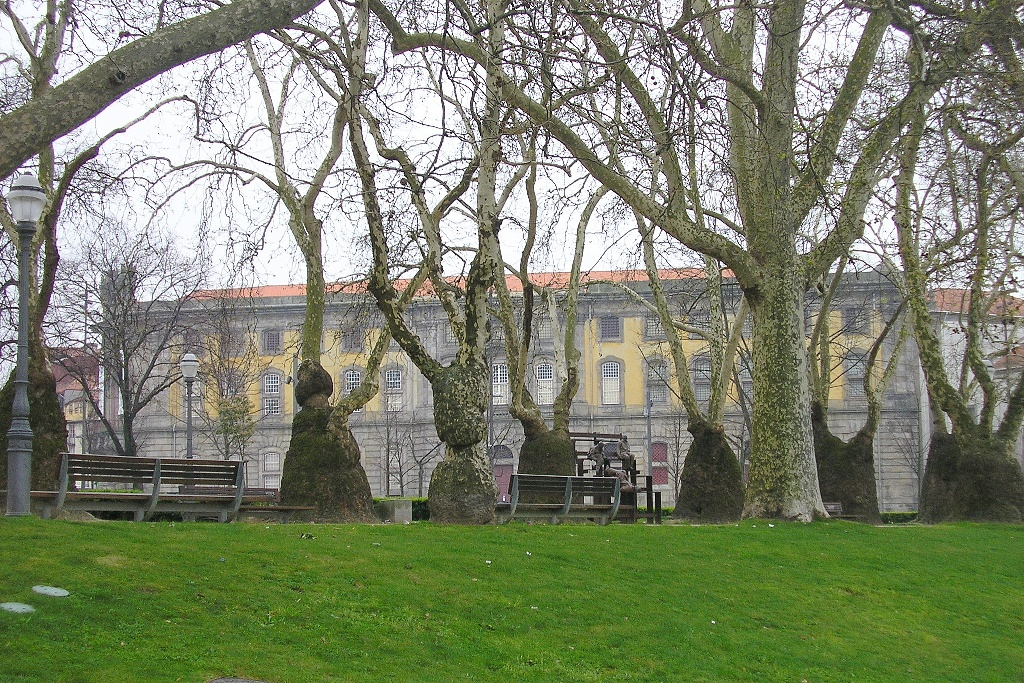
Cadeia da Relação vue du Jardim de João Chagas.

## Usage actuel
L'Institut portugais du patrimoine architectural a commencé les travaux de restauration du bâtiment en 1988, avec un projet de l'architecte Humberto Vieira, mais aucun programme d'utilisation n'avait, à l'époque, été établi.
En 1997, le Centre portugais de la photographie a été créé. Il a été décidé par le ministre de la Culture, qu'il aurait son siège dans l'ancienne Cadeia da Relação. Les premières expositions ouvrent en décembre 1997, le rez-de-chaussée servant d'espace d' exposition jusqu'en décembre 2000. 
Le bâtiment a rouvert en octobre 2001, abritant désormais tous les services du Centre portugais de la photographie.